# Де Агостини
«Де Агости́ни» (итал. De Agostini) — итальянский издательский дом. Изначально являлся издательством географической энциклопедии. Основан в 1901 году. Создателем был географ Джованни Де Агостини из Рима. Позднее редакция переехала в Новару.
В настоящее время издательство занимается выпуском и распространением коллекционных научно-познавательных журналов и партворков по всему миру.
Согласно «Большой российской энциклопедии», «Де Агостини» — один из крупнейших издательских домов Италии, имеющий международное значение.

## История
Компания была основана в 1901 году, когда географ Джованни Де Агостини создал в Риме географический институт Де Агостини. В 1959 году состоялся первый выпуск энциклопедии, которая распространялась в киосках по всей Италии.
В России «Де Агостини» представлено с 2004 года. В 2013 году компания открыла свой интернет-магазин с коллекционными изданиями и подписками.